# Isak Jönsson
Isak Fredrik Jönsson, född 11 januari 1999, är en svensk fotbollsspelare som spelar för Västerås SK.

## Klubbkarriär
Jönsson är uppvuxen i Skurup och började spela fotboll i Skurups AIF. Som 15-åring gick han till BK Olympic och redan efter ett år där tog Jönsson en plats i A-laget.
Den 8 augusti 2018 värvades Jönsson av Trelleborgs FF, där han skrev på ett 3,5-årskontrakt. Jönsson gjorde sin allsvenska debut den 18 augusti 2018 i en 3–0-förlust mot Malmö FF, där han blev inbytt i den 66:e minuten mot Lasse Nielsen. Den 1 mars 2019 skrev Jönsson på ett nytt fyraårskontrakt med Trelleborgs FF.
I mars 2023 värvades Jönsson av färöiska B36 Tórshavn. Han spelade 25 matcher i högstadivisionen och gjorde ett mål. I mars 2024 värvades Jönsson av Västerås SK, där han skrev på ett ettårskontrakt.

## Landslagskarriär
Jönsson landslagsdebuterade för Sveriges U19-landslag den 12 oktober 2019 i en 1–0-förlust mot Frankrike.